# Eragrostis chiquitaniensis
Eragrostis chiquitaniensis är en gräsart som beskrevs av Timothy John Killeen. Eragrostis chiquitaniensis ingår i släktet kärleksgrässläktet, och familjen gräs.
Artens utbredningsområde är Bolivia. Inga underarter finns listade i Catalogue of Life.